# Podospora castorinospora
Podospora castorinospora är en svampart som beskrevs av Cain 1962. Podospora castorinospora ingår i släktet Podospora och familjen Lasiosphaeriaceae.   Inga underarter finns listade i Catalogue of Life.